# Rózsás János
Rózsás János (Budapest, 1926. augusztus 6. – Nagykanizsa, 2012. november 2.) magyar író, nyugalmazott könyvelő, német-orosz műszaki tolmács. 1944–53 között kilenc éven át ártatlanul politikai fogoly volt a Gulágon. Könyvei a rendszerváltás előtt csak külföldön jelenhettek meg, 1997-től lett a Magyar Írószövetség tagja.

## Élete
Budapesten született vidékről származó munkáscsaládba. Apja szobafestő, anyja háztartásbeli. Családja 1918-ban a szerb megszállás elől menekülve került átmenetileg Budapestre. Nagy szegénységben éltek, hároméves korában nagyszüleihez került egy göcseji kis faluba. Hatéves korában került vissza a szüleihez Újpestre. Az első elemi után a másodikat Budán, a Krisztina téri iskolában járta, majd harmadikos korában Nagykanizsára költöztek és ott fejezte be az iskolát. A négy polgári elvégzése után, 1940-ben, tizennégy éves korától dolgoznia kellett. A nagykanizsai áramszolgáltató vállalatnál volt segédtisztviselő. A munkához esti tanfolyamon gyors- és gépírói képesítést szerzett és német nyelvtudását is fejlesztette. 1942. július elsejétől a bánokszentgyörgyi majd később a borsfai körjegyzőségen dolgozott. Amikor apját besorozták katonának és frontszolgálatra vitték, akkor hazaköltözött anyjához. 1944 júniusától Nagykanizsán, a MAORT Központi Javítóműhelyének vezető főmérnöke mellett lett titkár és magyar-német levelező.
1944 szeptemberében őt is besorozták, és novemberben mint már katonai előképzésben részesült leventét mozgósították. Minden különösebb további kiképzés nélkül, harci feladattal bízták meg alakulatát Marcali térségében. A harcok során 1944. december 22-én többekkel együtt hadifogságba esett. 1944 decemberében a Vörös Hadsereg letartóztatta. Az volt a vád ellene, hogy önként harcolt a Szovjetunió ellen mint magyar levente. Letartóztatása után az odesszai börtönbe szállították, majd Ukrajnában, a nyikolajevi, és később a herszoni munkatáborba hurcolták. 1946 őszétől az észak-uráli Szolikamszk lágerkörzetébe került, ahol fakitermelésen dolgoztatták. 1944–1953 között összesen kilenc évig a szovjet Gulag kényszermunkatáboraiban sínylődött. Rabsága idején egy ideig kazak lágerben is volt, ahol találkozott Alekszandr Szolzsenyicinnel, akivel ott három évet töltött együtt.
Hazatérte után 1954 januárjától könyvelőként dolgozott a nagykanizsai járási tanács pénzügyi osztályán. Mindenkitől eltitkoltan esténként a szovjet rabsága történetét elkezdte írni, melynek a Decembertől decemberig címet adta és 1955 novemberére készült el vele. 1954 decemberében megnősült. Felesége Magyar Magdolna, akivel gyerekkora óta jól ismerték egymást, hiszen egy házban nőttek fel. Három gyermekük született: Antal (1955), László (1957) és Magdolna (1959). A munka és család mellett folytatta a tanulást, közgazdasági technikumban leérettségizett, és oroszból felsőfokú állami nyelvvizsgát, majd tolmácsvizsgát tett. Dolgozott a Nagykanizsai Bútorgyárban és a Kanizsa Sörgyárban is.
1962-ben a Szovjetunió Legfelsőbb Bírósága rehabilitálta, azonban az államvédelmi szervek továbbra is megfigyelték, telefonját lehallgatták. A lágerekben megtépázott egészsége méginkább megromlott, 1983 júniusától rokkantnyugdíjas lett. 1978-ban készült el a teljes, kilenc esztendős rabsága emlékeinek irodalmi feldolgozásával. Akkoriban ez nem jelenhetett meg Magyarországon, ezért Borbándi Gyula irodalomtörténész kiadásában Münchenben jelent meg magyar nyelven. Az első kötet Keserű ifjúság címmel 1986-ban, a második Éltető reménység címmel 1987-ben. Budapesten 1989 decemberében Koltay Gábor, a Szabad Tér Kiadó igazgatója adta ki Keserű ifjúság címmel a két írást egyben, majd 2000-ben Püski Sándor is.
A Magyar Írószövetség 1997-ben vette fel tagjai közé. 2001 augusztusában megkapta a Magyar Köztársasági Érdemrend lovagkeresztjét. 2003-ban a Magyar Művészeti Akadémia aranyérmével, valamint Zala megye díszpolgára címmel tüntették ki.

## Művei
- Keserű ifjúság (München, 1986)
- Éltető reménység (München, 1987)
- Duszja nővér (Nagykanizsa, 1995)
- GULAG-lexikon (Budapest, 2000)
- Leventesors. A leventeintézmény története, 1921-1945; Hármas Halom Baráti Kör–Trianon Társaság Nagykanizsai Szervezete, Nagykanizsa, 2005
- Válogatott írások; Rajnai Miklós, Nagykanizsa, 2008 (A magyar műveltség kincsestára)
- Schwester Dusja. Ein belebender Sonnenstrahl in Sibirie. Ein Ungar im Gulag (Duszja nővér); németre ford. Rózsás László; Gryphon, München, 2005
- A Nagy-Magyarország-emlékmű Nagykanizsán; szerk. Rajnai Miklós, Rózsás János, Szemenyey-Nagy Tibor; 8. átdolg., bőv. kiad.; Nagy-Magyarország-emlékmű Szoborbizottsága, Nagykanizsa, 2006
- Gulag lexikon; Rajnai Miklós, Nagykanizsa, 2008 (A magyar műveltség kincsestára)
- Fogságom naplója és egyéb irodalmi munkáim sorsa. "Habent sua fata libelli..."; Balaton Akadémia, Keszthely, 2011 (Szent György könyvek)
- Leventesors. A leventeintézmény története, 1921-1945; Rózsás János, Nagykanizsa, 2012

## Kitüntetései és díjai
- Hazáért Érdemkereszt
- II. világháborús emlékérem
- Emléklap az 1956-os helytállásért (1991)
- Emléklap a Szabad Magyarországért
- Nagykanizsa város díszpolgára (1993)
- A Magyar Köztársasági Érdemrend lovagkeresztje (2001)
- Magyar Művészeti Akadémia aranyérme (2003)
- Zala megye díszpolgára (2003)
- Magyar Szabadságért díj (2009)
- A Magyar Köztársasági Érdemrend középkeresztje (2011)